# Rafter J Ranch, Wyoming
Rafter J Ranch, Wyoming (енгл. Rafter J Ranch) насељено је место без административног статуса у америчкој савезној држави Вајоминг.

## Демографија
По попису из 2010. године број становника је 1.075, што је 63 (-5,5%) становника мање него 2000. године.
| Група             | 2000.         | 2010.         |
| Белци             | 1.093 (96,0%) | 1.007 (93,7%) |
| Афроамериканци    | 4 (0,4%)      | 0 (0,0%)      |
| Азијати           | 9 (0,8%)      | 16 (1,5%)     |
| Хиспаноамериканци | 21 (1,8%)     | 40 (3,7%)     |
| Укупно            | 1.138         | 1.075         |